# Herrarnas ringar i gymnastik vid olympiska sommarspelen 1984
Herrarnas ringar i gymnastik vid olympiska sommarspelen 1984 avgjordes den 29 juli till 4 augusti i Los Angeles.

## Medaljörer
| Gren             | Guld                | Silver       | Brons                |
| Herrarnas ringar | Koji Gushiken Japan | Ingen utsedd | Mitchell Gaylord USA |
| Herrarnas ringar | Li Ning Kina        | Ingen utsedd | Mitchell Gaylord USA |

## Resultat
| Placering | Gymnast                | C     | O      | Kval  | Final | Totalt |
| --------- | ---------------------- | ----- | ------ | ----- | ----- | ------ |
|           | Koji Gushiken (JPN)    | 9,900 | 9,900  | 9,900 | 9,950 | 19,850 |
|           | Li Ning (CHN)          | 9,800 | 10,000 | 9,900 | 9,950 | 19,850 |
|           | Mitchell Gaylord (USA) | 9,850 | 10,000 | 9,925 | 9,900 | 19,825 |
| 4         | Tong Fei (CHN)         | 9,700 | 10,000 | 9,850 | 9,900 | 19,750 |
| 4         | Peter Vidmar (USA)     | 9,800 | 9,900  | 9,850 | 9,900 | 19,750 |
| 6         | Kyoji Yamawaki (JPN)   | 9,750 | 9,900  | 9,825 | 9,900 | 19,725 |
| 7         | Emilian Nicula (ROU)   | 9,700 | 9,900  | 9,800 | 9,700 | 19,500 |
| 8         | Josef Zellweger (SUI)  | 9,750 | 9,800  | 9,775 | 9,600 | 19,375 |